# Willibald Alexis
Willibald Alexis (Breslau, 29. lipnja 1798. – Arnstadt, 16. lipnja 1871.), njemački književnik
Pravo ime - Georg Wilhelm Heinrich Häring 
U prvim romanima svjesno se povodio za W. Scottom, a zatim u nizu od osam romana, u kojima se javlja i socijalno-kritička nota, oživljava brandenburško-prusku povijest od 14. stoljeća do svog vremena. Pisao je novele, putopise, kazališne komade i balade, ali je najpoznatiji kao autor povijesnih romana.

## Djela
- "Walladmor"
- "Hlače gospodina von Bredowa"
- "Mirovanje je prva građanska dužnost"